# Мелетій Батіг
Мелетій Батіг (у миру: Батіг Микола Іванович; (нар. 23 травня 1941, Глиниці) — український церковний діяч, письменник, священник УГКЦ, багаторічний настоятель Барського монастиря св. Івана-Хрестителя отців василіян, парох Барської парафії Різдва Пресвятої Богородиці. Почесний громадянин міста Бар. Член Національної спілки письменників України (з 2018).

## Життєпис
Народився 23 травня 1941 року в с. Глиниці (нині Яворівського району Львівської області) в сім'ї Івана Батога (1899—1969) і Анастасії Курляк (1907—1980). У сім'ї було три доньки і п'ять синів. Навчався в Львівському політехнічному інституті за спеціальністю «Експлуатація автомобільного транспорту та організація перевезень».
6 серпня 1988 року вступив до Василіянського Чину (у підпіллі). До ЧСВВ вступили також двоє його братів: Василь — о. Віктор Батіг, ЧСВВ (*1951) і Семен — бр. Севастіян Батіг, ЧСВВ (1933—2008). 14 жовтня 1989 року склав перші обіти, а вічні — 2 лютого 1997 року. Філософсько-богословський вишкіл пройшов у підпільній василіянській семінарії і 30 квітня 1990 року був висвячений на священника. Служив священником у Золочеві та в Бороняві на Закарпатті,

## Діяльність у Барі

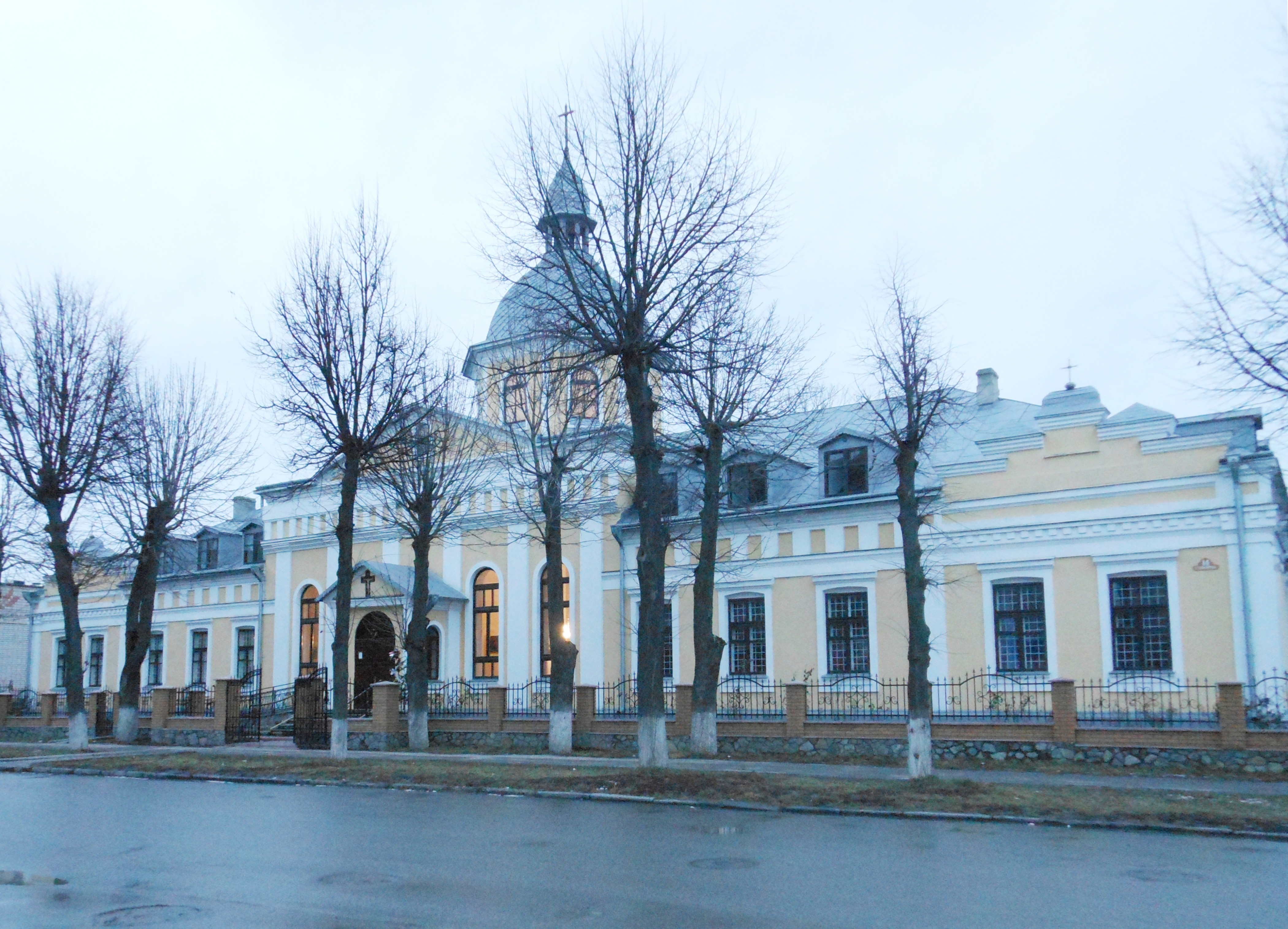
Греко-католицька церква у Барі

У 90-х роках XX століття приїхав до міста Бар і вирішив відновити школу отців Василіян, яка діяла в XVII–XIX столітті, але яка постраждала від пожежі. У 1995 році отець Мелетій розпочав реконструкцію споруди, водночас формуючи релігійну громаду. 1 грудня 1998 року в місті Барі було зареєстровано Резиденцію святого Івана Хрестителя провінції отців василіян Найсвятішого Спасителя в Україні Української греко-католицької церкви. Нині в місті активно діє парафіяльна громада УГКЦ при Греко-католицькій церкві та монастир отців василіян, це є заслуга отця Мелетія.
За його сприяння облагороджено могили Український січових стрільців. Бере участь у громадських заходах, просвітницькій роботі та займається письменницькою діяльністю.
Досягнувши поважного віку, отець Мелетій передав керівництво справами монастиря ієромонаху Йосафату Герляку.
З осені 2016 року перебуває у Крехівському монастирі отців Василіян, де відпочиває і лікується. Іноді приїздить до міста Бар.

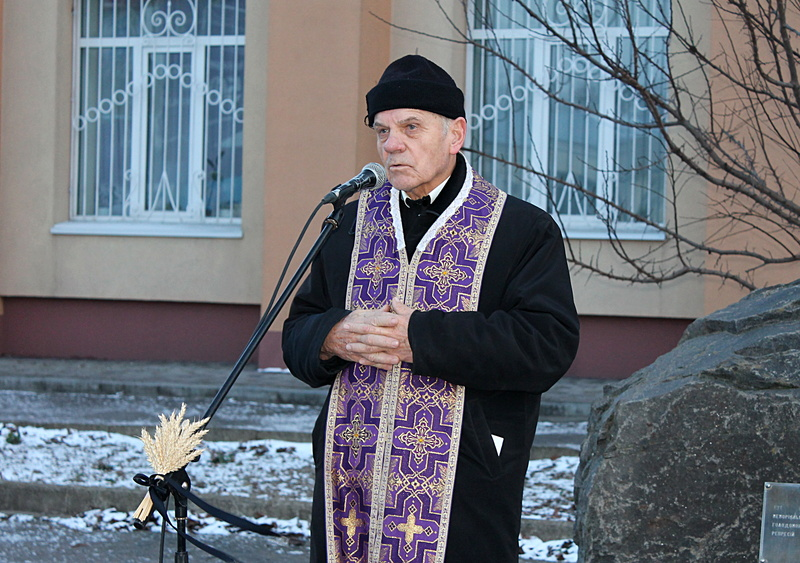
Отець Мелетій на вшануванні жертв Голодомору, 2019

У 2018 році прийнятий до Національної спілки письменників України.

## Нагороди
За рішенням 12 сесії Барської міської ради 8-го скликання від 22 серпня 2017 року Миколі Івановичу Батогу було присвоєно звання Почесного громадянина міста Бар. Під час святкування Днів міста Бар 20 вересня 2017 року, отцю Мелетію було вручено відзнаку до звання почесного громадянина міста Бар.